# Soumbeyla Diakité
Soumbeyla Diakité (* 25. August 1984 in Djicoroni-Para, Bamako) ist ein malischer ehemaliger Fußballspieler.

## Karriere

### Verein
Diakité begann seine Karriere mit Stade Malien und gehört seit seinem 15. Lebensjahr zum Malien Premiére Division team.

### International
Diakité nahm für sein Heimatland an der Junioren-Fußballweltmeisterschaft 2003 in den Vereinigten Arabischen Emiraten teil und spielte die Olympischen Sommerspiele 2004. 2011 nahm er an den African Nations Championship in Sudan teil.